# Fred Rutten
Fredericus "Fred" Jacobus Rutten, född 5 december 1962 i Wijchen i Nederländerna, är en nederländsk före detta fotbollsspelare.
Rutten spelade som försvarare. Han var FC Twente trogen hela sin klubbkarriär. 1988 medverkade han i en landskamp för det nederländska landslaget.